# Chhim Sithar
Chhim Sithar (provincia de Prey Veng, c. 1987-88) es una líder sindical camboyana, presidenta del Sindicato de Apoyo a los Derechos Laborales de empleados jemeres de NagaWorld.

## Biografía
Sithar nació en la provincia de Prey Veng. Se licenció en informática económica. En 2007 empezó a trabajar en NagaWorld, y en 2009 pasó a formar parte del Sindicato de Apoyo a los Derechos Laborales.
El 3 de enero de 2022, encabezó el Sindicato de Apoyo a los Derechos Laborales en una huelga pidiendo la reintegración de los empleados despedidos. Al día siguiente, policías vestidos de civil la arrestaron violentamente y la acusaron de "incitación a cometer un delito grave". Posteriormente estuvo recluida en prisión preventiva durante 74 días y quedó en libertad bajo fianza en marzo.
En abril de 2022, fue reelegida como jefa del Sindicato de Apoyo a los Derechos Laborales. En junio de 2022, el Ministerio de Trabajo y Formación Profesional anunció que no reconocería el registro del sindicato, alegando que Sithar ya no era empleada de NagaWorld y, por lo tanto, ya no podía ocupar un cargo electo en el sindicato.
A finales de noviembre de 2022 asistió al Congreso Mundial de la Confederación Sindical Internacional. A su regreso a Camboya, fue arrestada acusada de violar las condiciones de la libertad bajo fianza. Amnistía Internacional condenó el arresto, afirmando que ni ella ni su abogado fueron informados de las condiciones de la libertad bajo fianza y que "ella estaba detenida únicamente por su trabajo de defensa de los derechos de los trabajadores". El Departamento de Estado de los Estados Unidos también pidió su liberación. El 14 de marzo de 2023, el Tribunal Municipal de Phnom Penh celebró una audiencia sobre su caso, y Human Rights Watch emitió un comunicado calificando los cargos contra ella como "infundados" y diciendo que "el gobierno camboyano tiene la obligación en virtud del derecho internacional de derechos humanos" no sólo para respetar los derechos de los trabajadores sino también para proteger estos derechos de abusos por parte de actores privados".
En el juicio de Chhim Sithar, el juez se negó a admitir las grabaciones que la defensa quería presentar como prueba.

## Reconocimientos
El 2 de febrero de 2023, Sithar recibió el Premio al Defensor Mundial de los Derechos Humanos otorgado por el Departamento de Estado de los Estados Unidos, siendo la primera persona de Camboya en recibir este reconocimiento.